# Muraltia harveyana
Muraltia harveyana är en jungfrulinsväxtart som beskrevs av Margaret Rutherford Bryan Levyns. Muraltia harveyana ingår i släktet Muraltia och familjen jungfrulinsväxter. Inga underarter finns listade i Catalogue of Life.